# Adolf-Grimme-Preis 1993
Der 29. Adolf-Grimme-Preis wurde 1993 verliehen. Die Preisverleihung fand am 26. März 1993 im Theater Marl statt. Die Moderation übernahm dabei Rainer Hunold.
Im Rahmen der Veranstaltung wurden neben dem Adolf-Grimme-Preis noch weitere Preise, unter anderem auch der „Publikumspreis der Marler Gruppe“, vergeben.

## Preisträger

### Adolf-Grimme-Preis mit Gold
- Matthias Beltz (für das Buch zu Nachschlag, HR)
- Roger Willemsen (für die Sendung 0137 – Interviews mit Roger Willemsen, Premiere)
- Norbert Kückelmann (für Buch und Regie zu Abgetrieben, ZDF)
- Otto Kelmer (für Buch und Regie zu Die geheime Sammlung des Salvador Dali, ZDF)
- Thomas Riedelsheimer (für Buch, Regie, Kamera und Schnitt zu Sponsae Christi – die Bräute Christi, ZDF)

### Adolf-Grimme-Preis mit Silber
- Paul Beriff  (Kamera) und Werner Herzog (Regie) (für die Sendung Lektionen in Finsternis, Premiere)
- Carla Kalkbrenner (für Redaktion, Regie und Moderation bei KAOS – Magazin für Alltag und Wahnsinn, 3sat)
- Jindřich Polák (für Buch und Regie zu Katja und die Gespenster, BR / ORF)
- Uwe Saeger (Buch), Bernd Böhlich (Regie), Martin Schlesinger (Kamera) und Ben Becker (Darsteller) (für die Sendung Landschaft mit Dornen oder Todesspiele, ORB)

### Adolf-Grimme-Preis mit Bronze
- Thomas Schadt (für die Sendung Der Autobahnkrieg, SWF / WDR)
- Karl Heinz Willschrei (Buch), Jürgen Heinrich (Darsteller), Klaus Pönitz (Darsteller) und Gerd Wameling (Darsteller) (für die Sendereihe Wolffs Revier, Sat.1)
- Werner Biermann (Buch und Regie) und Fritz Breuer (Redaktion) (für die Sendereihe Rückblende: Kolonialwaren, WDR)
- Christian Bauer (Buch und Regie) und Jörg Hube (Sprecher) (für die Sendung Unter deutschen Dächern: Der Ami geht heim, RB)
- Peter Zingler (Buch) und Oliver Hirschbiegel (Regie) (für die Sendung Tatort: Kinderspiel, ORF / ARD)

### Besondere Ehrung
- Horst Königstein (für seine wegweisenden Produktionen im Fernsehen)

### Sonderpreis des Kultusministers von Nordrhein-Westfalen
- Egon Günther (für die Sendung Lenz, SR / ORB)

### Publikumspreis der Marler Gruppe
- Die geheime Sammlung des Salvador Dalí, ZDF